# Exército da Arábia Saudita
O Exército da Arábia Saudita (em árabe: الجيش العربي السعودي‎) é o ramo terrestre das Forças Armadas da Arábia Saudita. Foi estabelecido em 1923 pelo rei Ibn Saud, durante a Unificação da Arábia Saudita. Devido à recente e turbulenta história do Oriente Médio, é considerado um dos exércitos mais bem treinados da região, com equipamentos provenientes, em sua maioria, dos Estados Unidos.

## Fotos

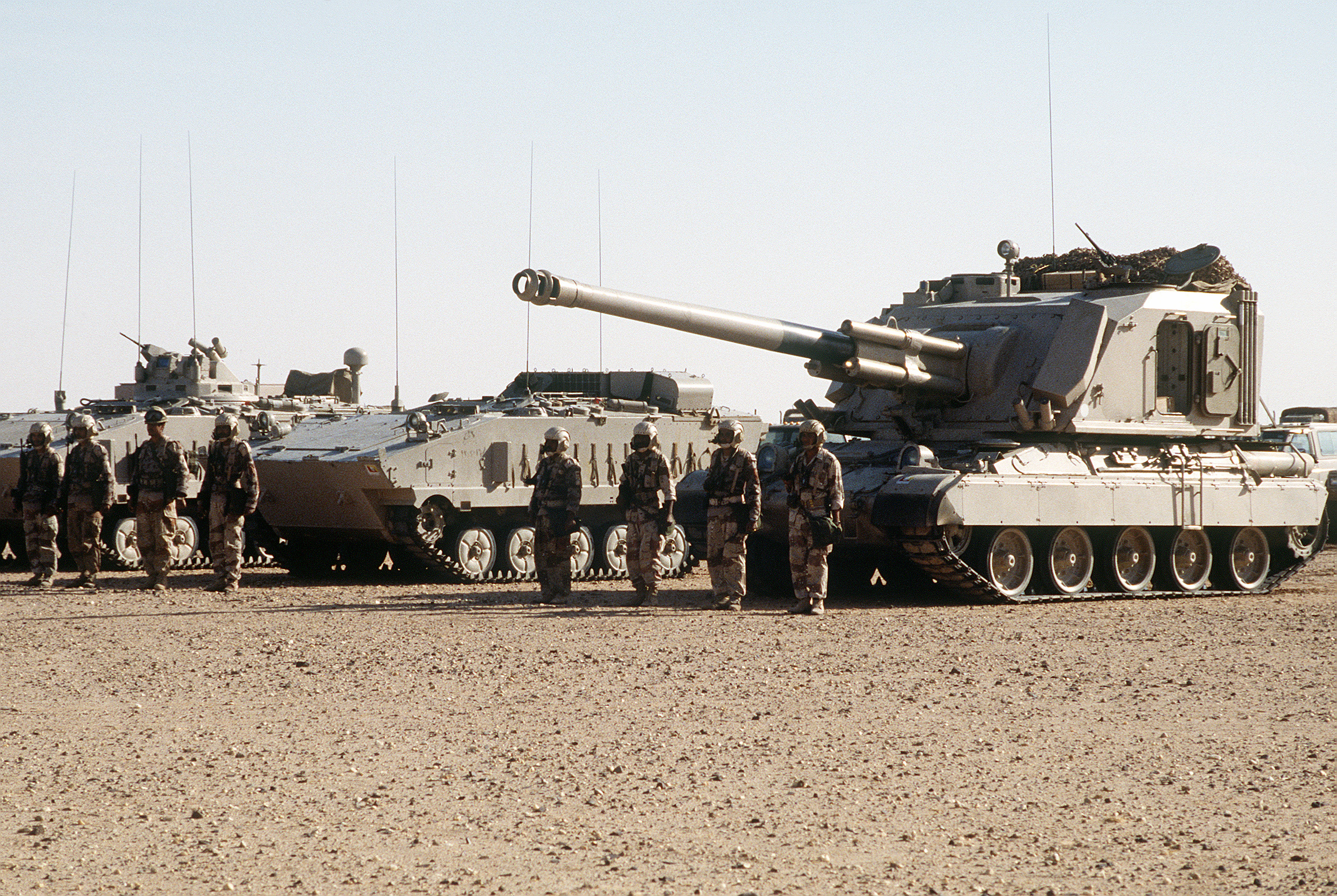
Blindados do exército saudita.
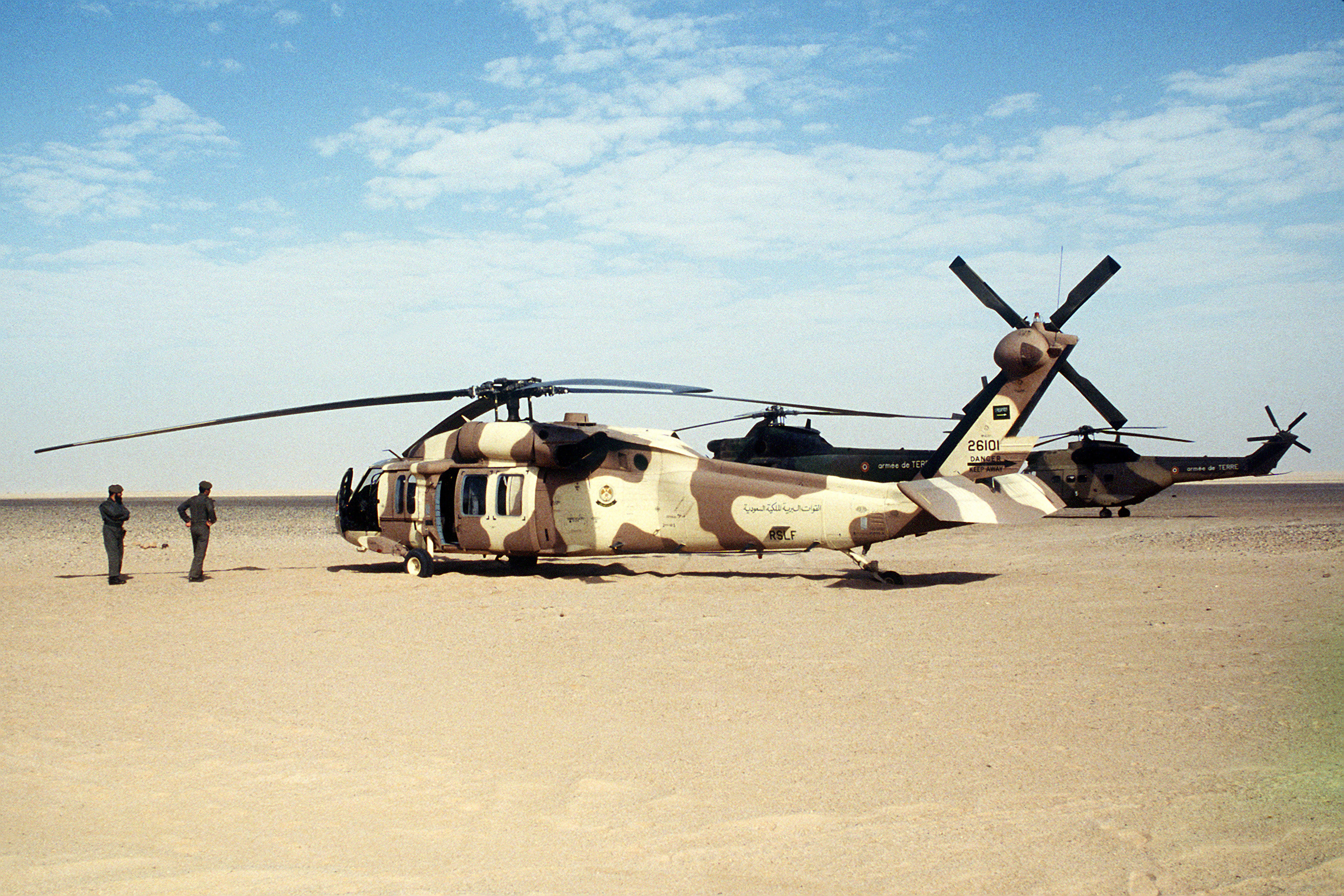
Um helicóptero UH-60 saudita.
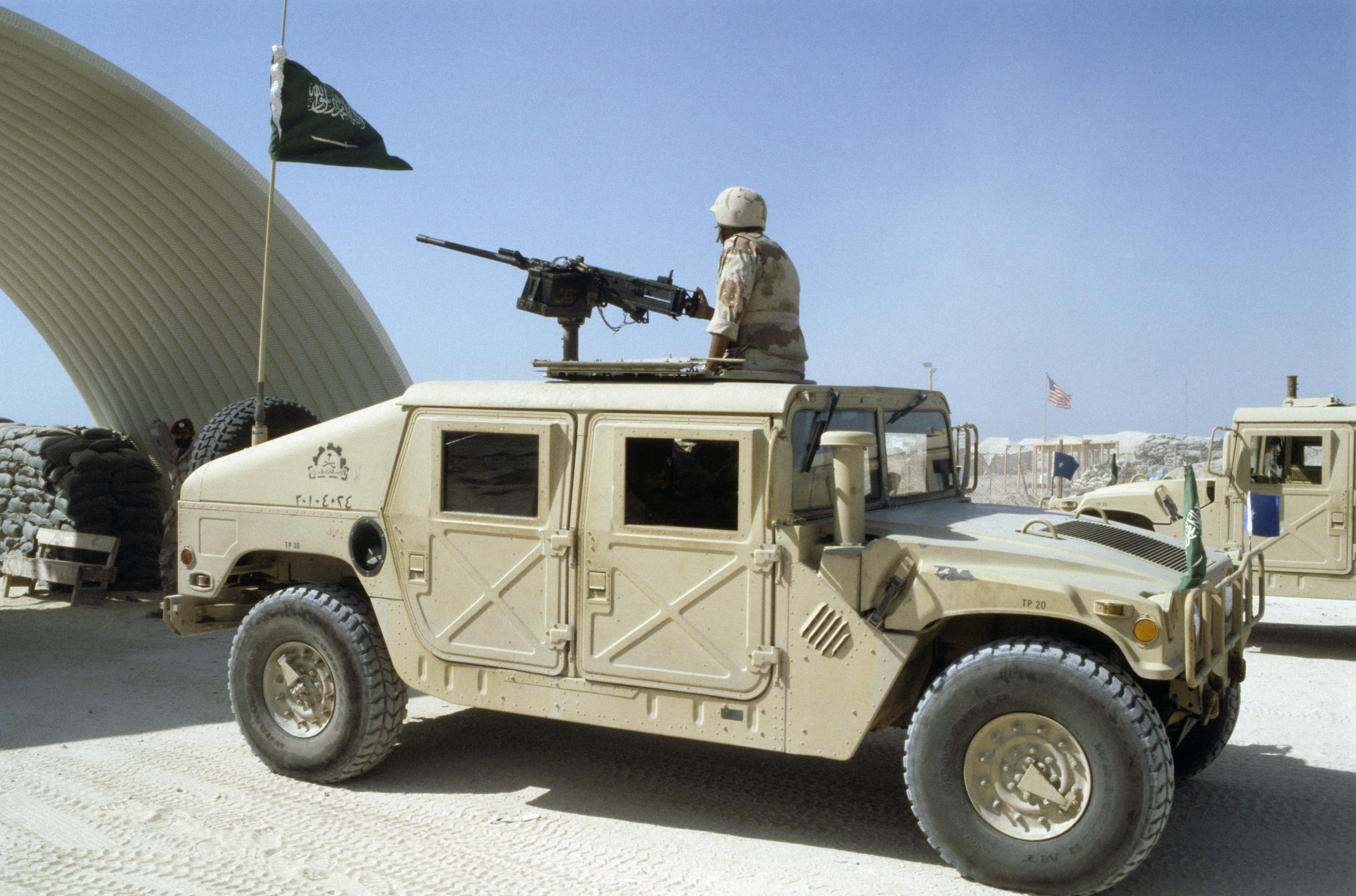
Um Humvee da infantaria do exército da Arábia Saudita.
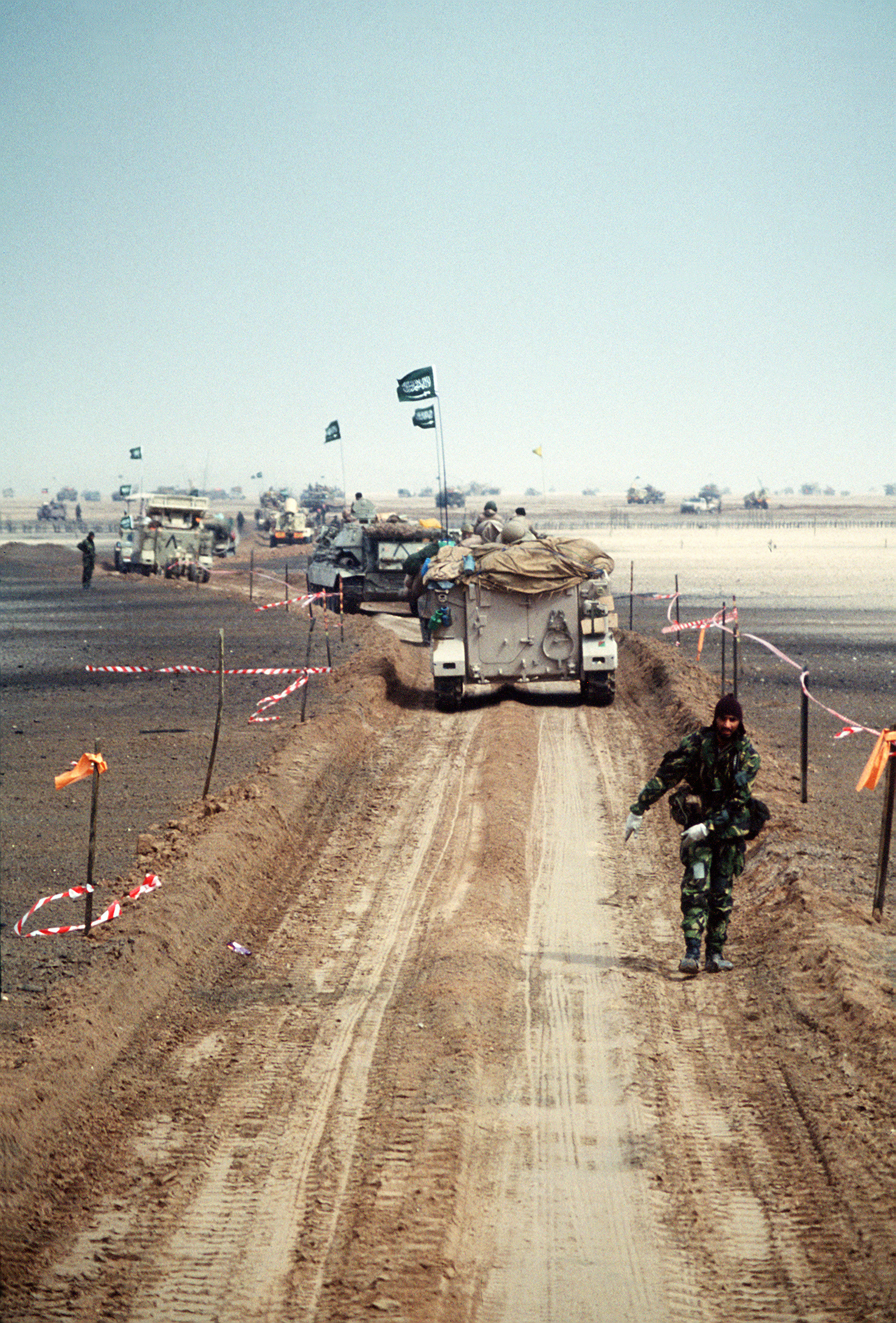
Uma coluna de blindados e soldados sauditas.